# Svante Pääbo
Svante Pääbo (* 20. dubna 1955 Stockholm) je švédský biolog, věnující se evoluční genetice.
Původně studoval historii a jazyky, později se zaměřil na medicínu a v roce 1986 získal doktorát na Uppsalské univerzitě za práci o adenovirech. Pak studoval na Kalifornské univerzitě v Berkeley a od roku 1990 učil na Mnichovské univerzitě. V roce 1997 byl jedním ze zakladatelů Institutu Maxe Plancka pro evoluční antropologii v Lipsku, kde vede oddělení genetiky.
Patří k průkopníkům oboru paleogenetiky. Se svým týmem porovnával genomy šimpanze a člověka, podařilo se mu sekvenovat mitochondriální DNA neandertálců, věnuje se také zkoumání nově objevených denisovanů. Je zastáncem teorie, že mezi neandertálci, denisovany a předky moderních lidí docházelo běžně ke vzájemnému křížení. Je autorem knihy Neanderthal Man: In Search of Lost Genomes (2014). Zveřejnil také názor, že průběh nemoci covid-19 je ovlivněn genetickým dědictvím od neandertálců. Zabývá se také studiem vlivu proteinu FOXP2 na schopnost řeči.
V roce 1998 se stal členem společnosti Academia Europaea, v roce 2000 byl přijat do Královská švédská akademie věd a v roce 2016 do londýnské Královské společnosti. Byla mu udělena v roce 1992 Leibnitzova cena, 2005 Cena Louise-Jeanteta, 2009 Kistlerova cena, 2014 Lomonosovova cena, 2016 Průlomová cena ve vědách o životě, 2018 Cena kněžny asturské a 2021 Massryho cena. Jeho Hirschův index je podle Google Scholaru 162.
V roce 2022 obdržel Nobelovu cenu za fyziologii nebo lékařství "za objevy v oblasti genomů vyhynulých homininů a lidské evoluce".
Je nemanželským synem nositele Nobelovy ceny Suneho Bergströma.